# Championnats des quatre continents de patinage artistique 2019
Navigation
Édition précédente Édition suivante
Les Championnats des quatre continents de patinage artistique 2019 ont lieu du 7 au 10 février 2019 au Honda Center de Anaheim aux États-Unis.
À partir de cette saison 2018/2019, la danse rythmique remplace la danse courte en danse sur glace.

## Qualifications
Les patineurs sont éligibles à l'épreuve s'ils représentent une nation non européenne membre de l'Union internationale de patinage (International Skating Union en anglais) et s'ils ont atteint l'âge de 15 ans avant le 1er juillet 2018 dans leur pays de naissance. La compétition correspondante pour les patineurs européens est le championnat d'Europe 2019. Les fédérations nationales sélectionnent leurs patineurs en fonction de leurs propres critères, mais l'Union internationale de patinage exige un score minimum d'éléments techniques (Technical Elements Score en anglais) lors d'une compétition internationale avant les championnats des Quatre Continents.

### Score minimum d'éléments techniques
L'Union internationale de patinage stipule que les notes minimales doivent être obtenues lors d'une compétition internationale senior reconnue par elle-même au cours de la saison en cours ou précédente, au plus tard 21 jours avant le premier jour d'entraînement officiel.
| Score minimum d'éléments techniques                                                         | Score minimum d'éléments techniques | Score minimum d'éléments techniques |
| Discipline                                                                                  | Programme court                     | Programme libre                     |
| Messieurs                                                                                   | 28.00                               | 46.00                               |
| Dames                                                                                       | 23.00                               | 40.00                               |
| Couples                                                                                     | 25.00                               | 42.00                               |
| Danse sur glace                                                                             | 26.00                               | 42.00                               |
| ------------------------------------------------------------------------------------------- | ----------------------------------- | ----------------------------------- |
| Les scores des programmes courts et libres peuvent être obtenus à différentes compétitions. |                                     |                                     |

### Nombre d'inscriptions par discipline
Chaque nation membre qualifiée peut avoir jusqu'à trois inscriptions par discipline.

## Podiums
| Épreuves                            | Or                         | Argent                                  | Bronze                      |
| ----------------------------------- | -------------------------- | --------------------------------------- | --------------------------- |
| Messieurs résultats détaillés       | Shoma Uno                  | Jin Boyang                              | Vincent Zhou                |
| Dames résultats détaillés           | Rika Kihira                | Elizabet Tursynbaeva                    | Mai Mihara                  |
| Couples résultats détaillés         | Sui Wenjing / Han Cong     | Kirsten Moore-Towers / Michael Marinaro | Peng Cheng / Jin Yang       |
| Danse sur glace résultats détaillés | Madison Chock / Evan Bates | Kaitlyn Weaver / Andrew Poje            | Piper Gilles / Paul Poirier |

## Tableau des médailles
| Rang  | Nation     | Or | Argent | Bronze | Total |
| ----- | ---------- | -- | ------ | ------ | ----- |
| 1     | Japon      | 2  | 0      | 1      | 3     |
| 2     | Chine      | 1  | 1      | 1      | 3     |
| 3     | États-Unis | 1  | 0      | 1      | 2     |
| 4     | Canada     | 0  | 2      | 1      | 3     |
| 5     | Kazakhstan | 0  | 1      | 0      | 1     |
| Total | Total      | 4  | 4      | 4      | 12    |

## Détails des compétitions

### Messieurs

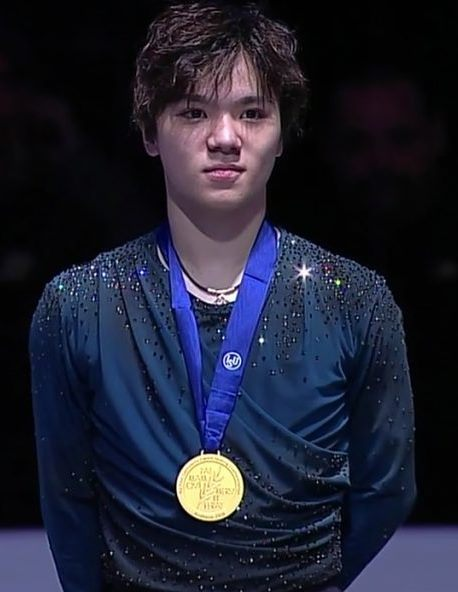
Le champion des quatre continents 2019 Shoma Uno

| Rang                                        | Nom                   | Nation         | Points | Programme court | Programme court | Programme libre | Programme libre |
| ------------------------------------------- | --------------------- | -------------- | ------ | --------------- | --------------- | --------------- | --------------- |
| 1                                           | Shoma Uno             | Japon          | 289.12 | 4               | 91.76           | 1               | 197.36          |
| 2                                           | Jin Boyang            | Chine          | 273.51 | 3               | 92.17           | 2               | 181.34          |
| 3                                           | Vincent Zhou          | États-Unis     | 272.22 | 1               | 100.18          | 5               | 172.04          |
| 4                                           | Keegan Messing        | Canada         | 267.61 | 5               | 88.18           | 3               | 179.43          |
| 5                                           | Jason Brown           | États-Unis     | 258.89 | 6               | 86.57           | 4               | 172.32          |
| 6                                           | Cha Jun-hwan          | Corée du Sud   | 255.83 | 2               | 97.33           | 8               | 158.50          |
| 7                                           | Keiji Tanaka          | Japon          | 251.54 | 7               | 83.93           | 6               | 167.61          |
| 8                                           | Tomoki Hiwatashi      | États-Unis     | 236.79 | 9               | 76.95           | 7               | 159.84          |
| 9                                           | Brendan Kerry         | Australie      | 224.44 | 10              | 76.81           | 9               | 147.63          |
| 10                                          | Nam Nguyen            | Canada         | 216.49 | 8               | 79.55           | 10              | 136.94          |
| 11                                          | Nicolas Nadeau        | Canada         | 209.65 | 11              | 74.44           | 11              | 135.21          |
| 12                                          | Kazuki Tomono         | Japon          | 206.41 | 12              | 74.16           | 12              | 132.25          |
| 13                                          | Andrew Dodds          | Australie      | 191.40 | 13              | 71.91           | 15              | 119.49          |
| 14                                          | Lee June-hyoung       | Corée du Sud   | 188.10 | 16              | 64.19           | 14              | 123.91          |
| 15                                          | Lee Si-hyeong         | Corée du Sud   | 183.98 | 21              | 56.03           | 13              | 127.95          |
| 16                                          | Zhang He              | Chine          | 179.59 | 15              | 67.38           | 18              | 112.51          |
| 17                                          | Donovan Carrillo      | Mexique        | 174.70 | 14              | 71.16           | 20              | 103.54          |
| 18                                          | Micah Tang            | Taipei chinois | 174.59 | 17              | 62.95           | 19              | 111.64          |
| 19                                          | Micah Kai Lynette     | Thaïlande      | 174.44 | 19              | 57.45           | 16              | 116.99          |
| 20                                          | Julian Yee            | Malaisie       | 174.10 | 18              | 61.23           | 17              | 112.87          |
| 21                                          | Harrison Jon-Yen Wong | Hong Kong      | 148.54 | 20              | 56.27           | 22              | 92.27           |
| 22                                          | Leslie Man Cheuk Ip   | Hong Kong      | 146.60 | 23              | 50.40           | 21              | 96.20           |
| 23                                          | Nikita Manko          | Kazakhstan     | 138.40 | 22              | 51.15           | 23              | 87.25           |
| 24                                          | Mark Webster          | Australie      | 126.41 | 24              | 50.24           | 24              | 76.17           |
| Patineurs éliminés après le programme court |                       |                |        |                 |                 |                 |                 |
| 25                                          | Chew Kai Xiang        | Malaisie       |        | 25              | 46.38           | NC              | NC              |

### Dames

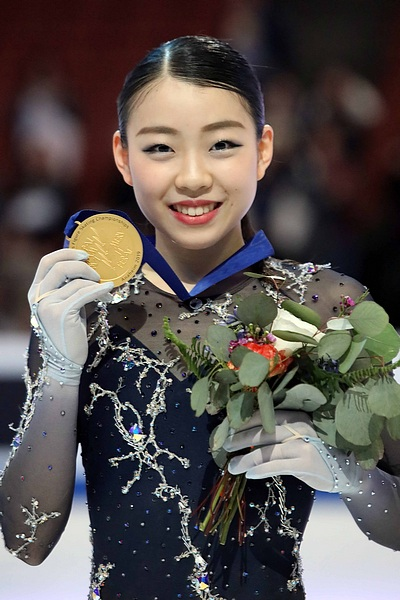
La championne des quatre continents 2019 Rika Kihira

| Rang    | Nom                     | Nation         | Points | Programme court | Programme court | Programme libre | Programme libre |
| ------- | ----------------------- | -------------- | ------ | --------------- | --------------- | --------------- | --------------- |
| 1       | Rika Kihira             | Japon          | 221.99 | 5               | 68.85           | 1               | 153.14          |
| 2       | Elizabet Tursynbaeva    | Kazakhstan     | 207.46 | 6               | 68.09           | 3               | 139.37          |
| 3       | Mai Mihara              | Japon          | 207.12 | 8               | 65.15           | 2               | 141.97          |
| 4       | Kaori Sakamoto          | Japon          | 206.79 | 2               | 73.36           | 4               | 133.43          |
| 5       | Bradie Tennell          | États-Unis     | 202.07 | 1               | 73.91           | 5               | 128.16          |
| 6       | Mariah Bell             | États-Unis     | 193.94 | 3               | 70.02           | 6               | 123.92          |
| 7       | Lim Eun-soo             | Corée du Sud   | 191.85 | 4               | 69.14           | 8               | 122.71          |
| 8       | Kim Ye-lim              | Corée du Sud   | 187.93 | 9               | 64.42           | 7               | 123.51          |
| 9       | Véronik Mallet          | Canada         | 170.46 | 12              | 54.97           | 9               | 115.49          |
| 10      | Larkyn Austman          | Canada         | 165.21 | 11              | 54.99           | 12              | 110.22          |
| 11      | Ting Cui                | États-Unis     | 164.84 | 7               | 66.73           | 14              | 98.11           |
| 12      | Yi Christy Leung        | Hong Kong      | 164.79 | 15              | 53.93           | 11              | 110.86          |
| 13      | Kim Ha-nul              | Corée du Sud   | 162.48 | 17              | 51.44           | 10              | 111.04          |
| 14      | Chen Hongyi             | Chine          | 150.50 | 13              | 54.44           | 15              | 96.06           |
| 15      | Kailani Craine          | Australie      | 149.52 | 10              | 60.64           | 17              | 88.88           |
| 16      | Alaine Chartrand        | Canada         | 147.54 | 21              | 45.89           | 13              | 101.65          |
| 17      | Isadora Williams        | Brésil         | 138.26 | 19              | 47.92           | 16              | 90.34           |
| 18      | Alisson Perticheto      | Philippines    | 136.97 | 16              | 51.66           | 19              | 85.31           |
| 19      | Amy Lin                 | Taipei chinois | 134.56 | 20              | 46.99           | 18              | 87.57           |
| 20      | Andrea Montesinos Cantu | Mexique        | 124.51 | 22              | 42.92           | 20              | 81.59           |
| 21      | Joanna So               | Hong Kong      | 117.82 | 18              | 50.00           | 21              | 67.82           |
| Abandon | Brooklee Han            | Australie      |        | 14              | 54.22           |                 |                 |

### Couples

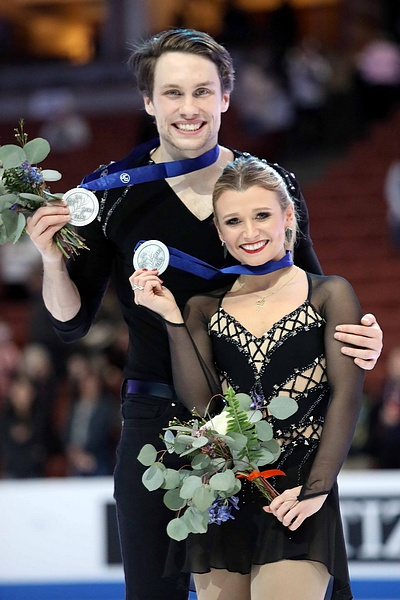
Les médaillés d'argent Kirsten Moore-Towers et Michael Marinaro

| Rang | Nom                                     | Nation     | Points | Programme court | Programme court | Programme libre | Programme libre |
| ---- | --------------------------------------- | ---------- | ------ | --------------- | --------------- | --------------- | --------------- |
| 1    | Sui Wenjing / Han Cong                  | Chine      | 211.11 | 2               | 74.19           | 1               | 136.92          |
| 2    | Kirsten Moore-Towers / Michael Marinaro | Canada     | 211.05 | 1               | 74.66           | 2               | 136.39          |
| 3    | Peng Cheng / Jin Yang                   | Chine      | 205.42 | 3               | 69.48           | 3               | 135.94          |
| 4    | Ashley Cain / Timothy LeDuc             | États-Unis | 196.82 | 4               | 67.49           | 4               | 129.33          |
| 5    | Haven Denney / Brandon Frazier          | États-Unis | 184.18 | 7               | 61.71           | 5               | 122.47          |
| 6    | Tarah Kayne / Daniel O'Shea             | États-Unis | 180.36 | 5               | 66.34           | 6               | 114.02          |
| 7    | Evelyn Walsh / Trennt Michaud           | Canada     | 159.05 | 6               | 61.91           | 8               | 97.14           |
| 8    | Camille Ruest / Andrew Wolfe            | Canada     | 158.91 | 8               | 57.38           | 7               | 101.53          |

### Danse sur glace

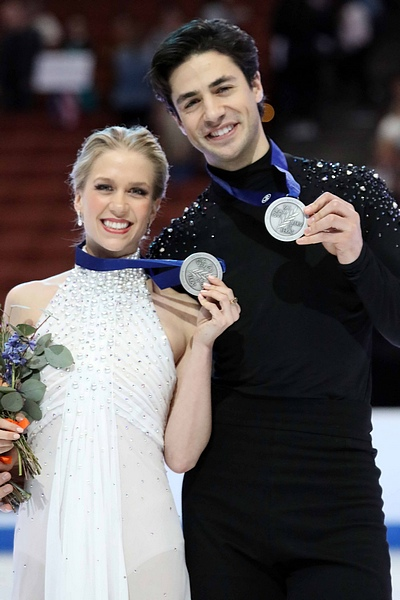
Les médaillés d'argent Kaitlyn Weaver et Andrew Poje

| Rang | Nom                                          | Nation     | Points | Danse rythmique | Danse rythmique | Danse libre | Danse libre |
| ---- | -------------------------------------------- | ---------- | ------ | --------------- | --------------- | ----------- | ----------- |
| 1    | Madison Chock / Evan Bates                   | États-Unis | 207.42 | 2               | 81.17           | 1           | 126.25      |
| 2    | Kaitlyn Weaver / Andrew Poje                 | Canada     | 203.93 | 3               | 80.56           | 3           | 123.37      |
| 3    | Piper Gilles / Paul Poirier                  | Canada     | 202.45 | 4               | 78.05           | 2           | 124.40      |
| 4    | Madison Hubbell / Zachary Donohue            | États-Unis | 201.66 | 1               | 81.95           | 4           | 119.71      |
| 5    | Kaitlin Hawayek / Jean-Luc Baker             | États-Unis | 189.87 | 5               | 74.42           | 5           | 115.45      |
| 6    | Laurence Fournier Beaudry / Nikolaj Sørensen | Canada     | 186.91 | 6               | 73.30           | 6           | 113.61      |
| 7    | Wang Shiyue / Liu Xinyu                      | Chine      | 169.11 | 7               | 64.37           | 7           | 104.74      |
| 8    | Chen Hong / Sun Zhuoming                     | Chine      | 156.89 | 8               | 59.44           | 8           | 97.45       |
| 9    | Misato Komatsubara / Tim Koleto              | Japon      | 149.14 | 9               | 54.94           | 9           | 94.20       |
| 10   | Chantelle Kerry / Andrew Dodds               | Australie  | 138.53 | 10              | 53.98           | 10          | 84.55       |
| 11   | Ning Wanqi / Wang Chao                       | Chine      | 130.92 | 11              | 52.10           | 11          | 78.82       |
| 12   | Matilda Friend / William Badaoui             | Australie  | 118.22 | 12              | 43.64           | 12          | 74.58       |